# 第25独立空挺旅団 (ウクライナ空中機動軍)
第25独立空挺旅団（だい25どくりつくうていりょだん、ウクライナ語: 25-та окрема повітрянодесантна бригада）は、ウクライナ空中機動軍の旅団。第7空中強襲軍団隷下。
一般部隊よりも練度が高いため、隊員はしばしば、国際連合の国際連合平和維持活動に参加している。

## 概要
1993年5月5日、オデッサ州ボルフラードに駐屯していたソ連空挺軍の第98親衛空挺師団に基づき、ウクライナ空中機動軍第1空中機動師団が編成された。この時、同師団の第217親衛落下傘連隊から、第25独立空挺旅団の編成が始まった。同年6月5日、隊員がウクライナ国民への忠誠を宣誓。同年12月1日、編成完結。
1995年10月から1999年12月まで、隊員は、第240独立特殊大隊の編成下において、旧ユーゴスラビア領土での平和維持作戦に参加。1999年8月から、コソボでの平和維持任務に参加。
2000年6月、隊員8人がアメリカ陸軍第82空挺師団で訓練を受ける。同年7月、第3大隊が、ロヴネンスク演習場において、第82空挺師団と共同演習。
2002年5～7月、ドニプロペトロフシク州ノヴォモスコフスキー地区グヴァルジェイスコエに移転。同年7月16日、最高司令官（大統領）から軍旗授与。同年11月8日、第25独立空挺旅団は、第1空中機動師団の編成から外され、第6親衛軍団に配属された。2003年6月から、新組織・定員機構に移行。
2003年から2005年まで、隊員は、イラクでの平和維持任務に参加した。
2014年4月、ドンバス戦争における動乱の鎮圧の為に東部ドネツィクへ派遣されたが部隊の一部が政権側より離反、ドネツク人民共和国側へと寝返った。

### ロシアのウクライナ侵攻

#### 東部・アウディーイウカ戦線
2021年11月からドンバス戦争でドネツク人民共和国と接する東部ドネツィク州ポクロウシク地区に配備されていたため、2022年2月24日のロシアのウクライナ侵攻はそのまま開戦し、侵攻翌日にはロシア軍第1独立親衛自動車化狙撃旅団の攻勢を防御して1個大隊を全滅させ、6月までアウディーイウカ方面を防御した。
2022年6月28日、ウォロディミル・ゼレンスキー大統領より、勇気と勇敢さに対する栄誉賞を授与された。

#### 北東部・イジューム戦線
2022年9月、北東部ハルキウ州イジューム地区に再配置され、第80独立空中強襲旅団、第92独立機械化旅団と共にバラクリヤ方面で攻勢を開始し、ハルキウ州の大部分を解放した。

#### 東部・スヴァトヴェ-クレミンナ戦線
2022年10月、東部ルハーンシク州セヴェロドネツィク地区に再配置され、2023年6月までクレミンナ方面を防御した。
2023年7月、東部ルハーンシク州スヴァトヴェ地区に再配置され、クプヤンシク方面を防御した。

#### 東部・南ドネツク戦線

第25独立空挺旅団旗

2023年6月、自走砲大隊が東部ドネツィク州ヴォルノヴァーハ地区に再配置され、ヴェリカ・ノヴォシルカ方面で友軍を火力支援した。

#### 東部・アウディーイウカ/ポクロウシク戦線
2024年2月、激戦地の東部ドネツィク州ポクロウシク地区に再配置され、第61独立機械化旅団と共にアウディーイウカ守備隊を撤退支援し、アウディーイウカ西の防衛線で戦線を安定させた。9月にマリンカ西のクラホベ方面でウクラインシク村を防御し、包囲の危機に直面した友軍の後方連絡線を維持して撤退支援した。

## 編制
- 旅団司令部（グヴァルディスコエ）
- 第1空挺大隊
- 第2空挺大隊
- 第3空挺大隊
- 旅団砲兵群
  - 本部中隊
  - 自走砲大隊
  - 榴弾砲大隊
  - ロケット砲大隊
- 防空大隊
- 戦車中隊

- 偵察中隊
- 工兵中隊
- 整備中隊
- 兵站中隊
- 着陸支援中隊
- 通信中隊
- NBC防護中隊
- 衛生中隊
- 狙撃小隊

## 歴代旅団長
| 職名   | 就任年          | 氏名                           | 階級 |
| ------ | --------------- | ------------------------------ | ---- |
| 旅団長 | 1993年 - 1996年 | イワン・アレシチェンコ         | 大佐 |
| 旅団長 | 1996年 - 1998年 | アレクサンドル・ザシチトニコフ | 大佐 |
| 旅団長 | 1998年 - 1999年 | ユーリー・ガブルス             | 中佐 |
| 旅団長 | 1999年 - 2001年 | アンドレイ・マクシメンコ       | 大佐 |
| 旅団長 | 2001年 - 2003年 | イーゴリ・ルネフ               | 大佐 |
| 旅団長 | 2003年 - 2004年 | イーゴリ・ステリマフ           | 大佐 |
| 旅団長 | 2004年 - 2006年 | ウラジーミル・コリチク         | 中佐 |
| 旅団長 | 2006年 -        | オレグ・スヴィスタク           | 中佐 |

## ギャラリー

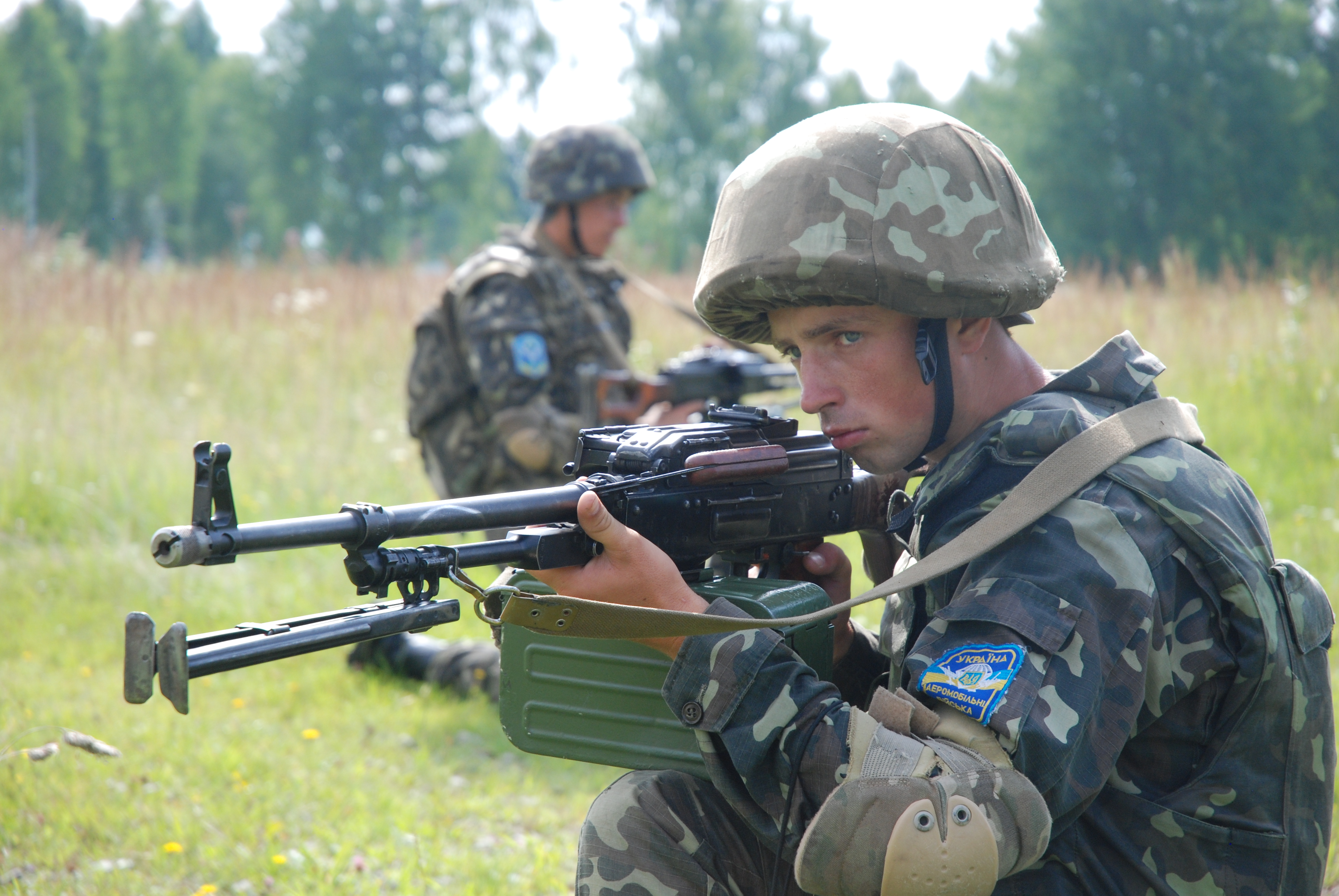
空中機動軍の隊員1
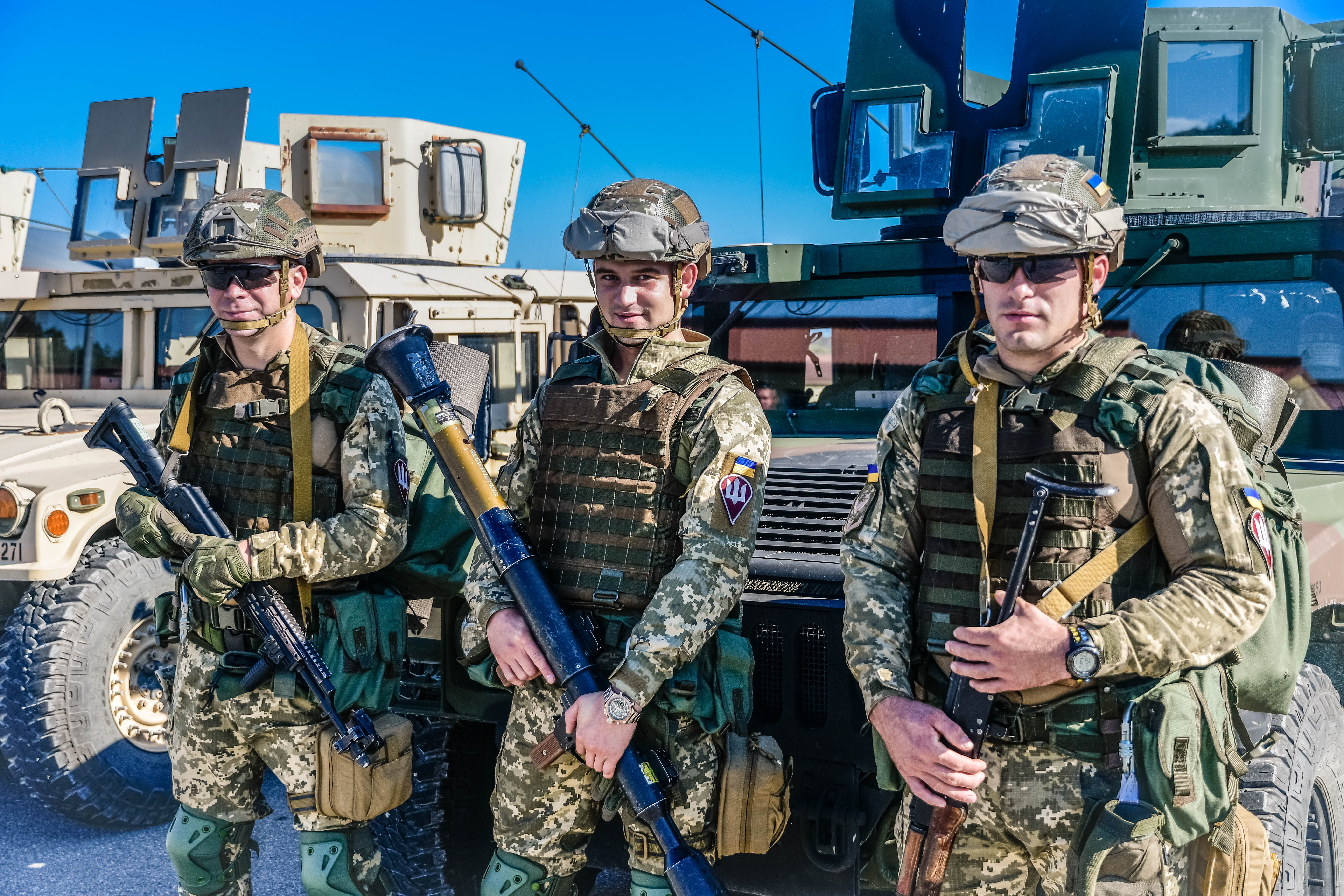
空中機動軍の隊員2
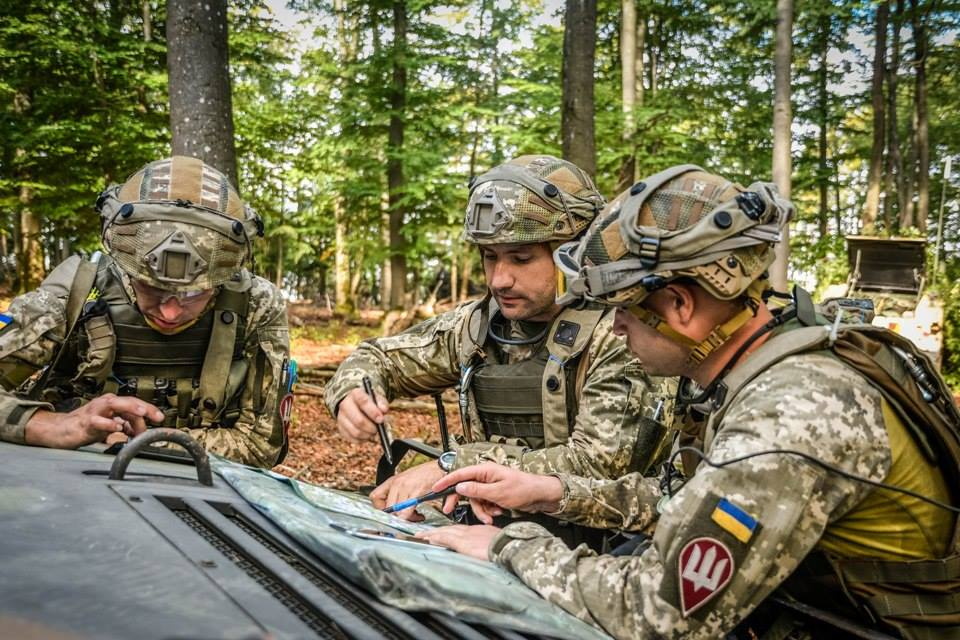
空中機動軍の隊員3
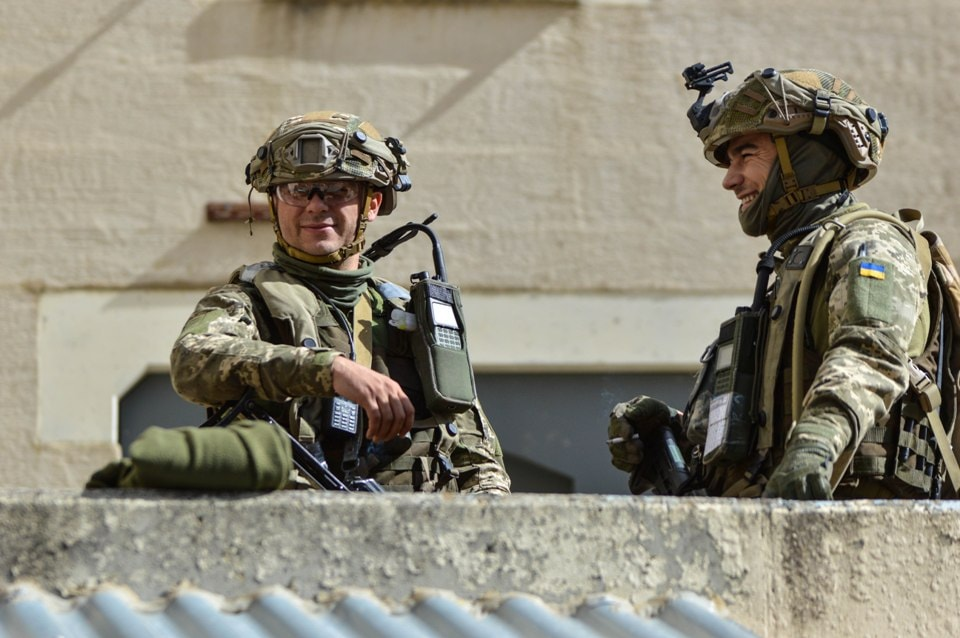
空中機動軍の隊員4